# در جستجوی آرامش (مجموعه تلویزیونی)
در جستجوی آرامش یک مجموعه تلویزیونی به کارگردانی سعید سلطانی است که در سال ۱۳۹۶ از شبکه پنج سیما پخش شد.

## خلاصه داستان
دکتر بهروز امینی با بازی مهدی هاشمی از دانشمندان و پژوهشگران حوزه داروسازی در ایران است. او هم خانواده‌ای مثال‌زدنی دارد و هم در حرفه‌اش موفق بوده و بعد از ۲۰ سال تلاش مداوم توانسته در راستای تولیدات ملی و دانش‌بنیان، دارویی برای درمان سرطان تولید کند که مشابه خارجی ندارد. بعد از تولید دارو، جامعه پزشکی برای بهروز امینی جشنی برپا می‌کند و نام او و شرکتش در سراسر جوامع پزشکی جهان می‌پیچد اما یک اتفاق همه معادلات دکتر امینی را به هم می‌ریزد و آبرویش را در معرض خطر قرار می‌دهد!

## بازیگران
- مهدی هاشمی
- حدیث میرامینی
- داریوش فرهنگ
- پرویز فلاحی‌پور
- فرشته سرابندی
- جمشید مشایخی
- رستم ایران نژاد
- پژمان بازغی
- سیدمیثم حسینی (کارگردان)
- عطا عمرانی
- مهتاب ثروتی
- صحرا اسدالهی
- زهرا سعیدی
- فاطمه مرتاضی
- مانی حیدری
- فرشید زارعی‌فرد
- محمد متوسلانی
- سینا شفیعی
- افسانه ناصری
- سجاددیرمینا
- نگار جوکار
- مهشید مرندی
- نازگل فرنقی

## جوایز و نامزدها
| ۱۳۹٧ | هجدهمین جشن حافظ |                           |                                       |          |
| ۱۳۹٧ | هجدهمین جشن حافظ | بهترین فیلمنامه تلویزیونی | عباس نعمتی و حمید طاهری و صادق خوشحال | نامزدشده |